# Polyploidie

Vznik tetraploidie; na vině je produkce diploidních pohlavních buněk

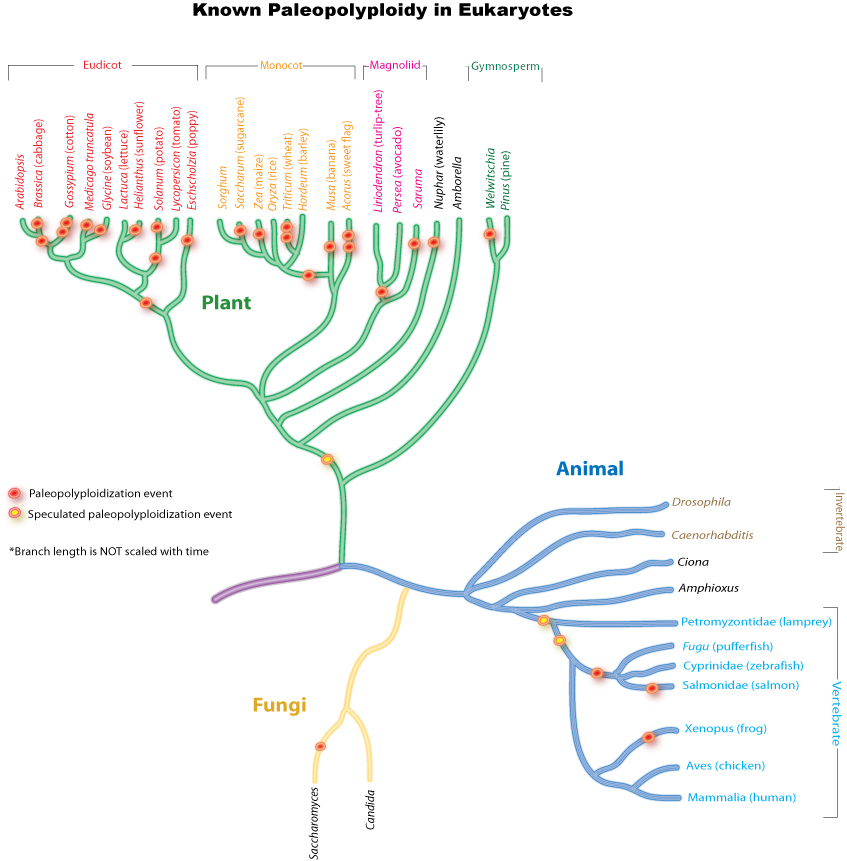
Fylogenetický strom s vyznačenými polyploidizacemi v evoluční historii

Polyploidie (též genomová multiplikace) je jev, kdy počet chromozomových sad překročí dvě. Jedinec s polyploidními buňkami se označuje polyploid, vznik polyploidie je tzv. polyploidizace. Polyploidie je běžná u rostlin (může dokonce způsobovat větší výnosy, protože polyploidi zpravidla dorůstají větších rozměrů), ale vzácnější u živočichů (polyploidie je pro ně zpravidla smrtelná, někdy však evolučně významná).

## Druhy polyploidie
Podle konkrétního počtu chromozomových sad se polyploidie označuje jako triploidie (3), tetraploidie (4), hexaploidie (6), oktaploidie (8), dekaploidie (10) a podobně. Dále se ovšem rozlišuje, zda tyto sady pochází od jednoho druhu, nebo od dvou a více druhů:
- autopolyploidie – znásobení chromozomových sad u jednoho druhu; známo je to např. u lilku bramboru či vojtěšky;[1]
- alopolyploidie – znásobení počtu chromozomových sad, ale ty pochází od dvou a více druhů; známo je to např. u banánovníku, bavlníku či kávovníku;[1]
- paleopolyploidní druhy – ve své evoluční historii prošly polyploidizací, ale dnes se jeví jako diploidní; dnes je taková událost známa v evoluční historii většiny organizmů včetně člověka.[1]

Člověk - polyplodní buňky:syntitiotrofoblast, jaterní buňky, megakaryocyty, osteoklasty.

## Význam v evoluci
Zdá se, že různé polyploidizace sehrály klíčovou roli v evoluci: velice dobře je to dokumentováno u vyšších rostlin, kde se opakovaně zmnožila genetická informace, aby následně některé geny byly opět redukovány a jiné ponechány v několika kopiích. Jedná se zřejmě o nejčastější mechanismus tzv. sympatrické speciace v rostlinné říši vůbec.
Udává se, že polyploidních je až 70 % všech krytosemenných rostlin. U kapradin je to dokonce 95 % všech druhů. Naopak u nahosemenných rostlin je tento jev spíše vzácný (~ 5 %). Mechorosty jsou z tohoto hlediska poněkud méně známé, ale minimálně mechy zahrnují mnoho polyploidních druhů. Mnoho polyploidnů však najdeme i mezi rybami a obojživelníky, a dokonce i u hlodavců (osmák pouštní, Tympanoctomys barrerae, a osmák slaništní, Pipanacoctomys aureus).

## Význam v zemědělství
V situaci, kdy je v jádře přítomno více kopií od jednoho genu, chová stejně jako v normální diploidní buňce. Jisté geny však zřejmě v reakci na polyploidizační událost zvýší míru své transkripce. Následkem jsou metabolicky aktivnější a rozměrné plodiny, které se mnohdy výborně hodí k pěstování.